# サドーヴァヤ駅
サドーヴァヤ駅（－えき、ロシア語: станция «Садовая»、スタンツィヤ「サドーヴァヤ」）は、ロシアのサンクトペテルブルク市アドミラルチェイスキー区（海軍省区）センナヤ（干草）広場にあるサンクトペテルブルク地下鉄の駅である。
サドーヴァヤとは「庭園」の意味である。当駅から北東に約1.5km離れたネヴァ川沿いにある「夏の庭園」から伸びている「サドーヴァヤ通り」が駅の上を通っていることに因む駅名である。

## 接続路線

### 鉄道
- サンクトペテルブルク地下鉄
  - 2号線 - センナヤ広場駅
  - 4号線 - スパスカヤ（救世主）駅
    - 地下通路で繋がっているため、改札を通らずに乗換可能である。また、サドーヴァヤ駅の改札を入場後センナヤ広場駅・スパスカヤ駅から電車に乗車すること、あるいはその逆も可能である。

### 路面電車・バス・乗合タクシー
サドーヴァヤ（庭園）通りを東西方面に走る路線の他、プルコヴォ空港・プリモルスキー（沿海）方面へのバス・乗合タクシーが発着する。
- センナヤ広場駅前（駅東方、サドーヴァヤ（庭園）通り南側）
  - ヴィボルグスキー（ヴィボルグ）区方面：　路面電車（観光系統）、バス（49系統）、乗合タクシー（338系統）
  - クラスノグヴァルデイスキー（赤衛隊）広場方面：　バス（181系統）
- センナヤ広場駅前（駅東方、サドーヴァヤ（庭園）通り北側）
  - プルコヴォ空港方面：　乗合タクシー（3・213系統）
  - ツルゲーネフ広場方面：　路面電車（観光系統）、バス（49・181系統）、乗合タクシー（169・212系統）
- モスコフスキー（モスクワ）大通り（駅南方、モスコフスキー大通り西側）
  - プルコヴォ空港方面：　バス（70系統）、乗合タクシー（3・36・124・186・213・350系統）
- センナヤ広場（駅東方、サドーヴァヤ（庭園）通り北側）
  - ツルゲーネフ広場方面：　路面電車（3・観光系統）、バス（49・71・181系統）、乗合タクシー（7・115・195・212系統）
  - プリモルスキー方面：　乗合タクシー（124・186・350系統）

## 駅構造
地下1階にコンコース、改札があり、地下71mに島式プラットホームがある地下駅である。
- 西行：コメンダンツキー・プロスペクト（司令官大通り）方面
- 東行：メジュドゥナロードナヤ（国際）方面

## 利用状況
乗車人員は1,114,962人／月、36,632人／日である。

## 駅周辺
- センナヤ広場
- モイカ宮殿

## 歴史
- 1991年12月30日　地下鉄4号線　ドストエフスカヤ～サドーヴァヤ（庭園）間開通と同時に開業。
- 1997年9月15日　地下鉄4号線　サドーヴァヤ～チカロフスカヤ間延伸。
- 2009年3月7日　地下鉄5号線　ズヴェニゴロヅカヤ～サドーヴァヤ間開通、4号線　ドストエフスカヤ～サドーヴァヤ間休止。これにより、5号線の駅となる。

## 隣の駅
サンクトペテルブルク地下鉄
■5号線（ネフスキー・ヴァシリー島線）
アドミラルチェイスカヤ（海軍省） - サドーヴァヤ - ズヴェニゴロヅカヤ